# Осакская ассоциация реставрации
Осакская ассоциация реставрации (яп. 大阪維新の会 Осака исин но кай), также известная как Единая Осака — региональная политическая партия в префектуре Осака, Япония. Основана в 2010 году губернатором префектуры Тоору Хасимото. Платформа партии состоит в подготовке и реализации плана «Метрополии Осаки» и слиянию префектуры и некоторых её городов в «единую Осаку» и сокращению дублирования бюрократических организаций.
Партия является важной силой в политике в префектуре и занимает большинство мест в Собрании префектуры Осаки, Собрании города Осаки и Собрании города Сакаи, а также должности губернатора Осаки и мэров трёх городов в пределах префектур (Осака, Моригути и Хираката). 

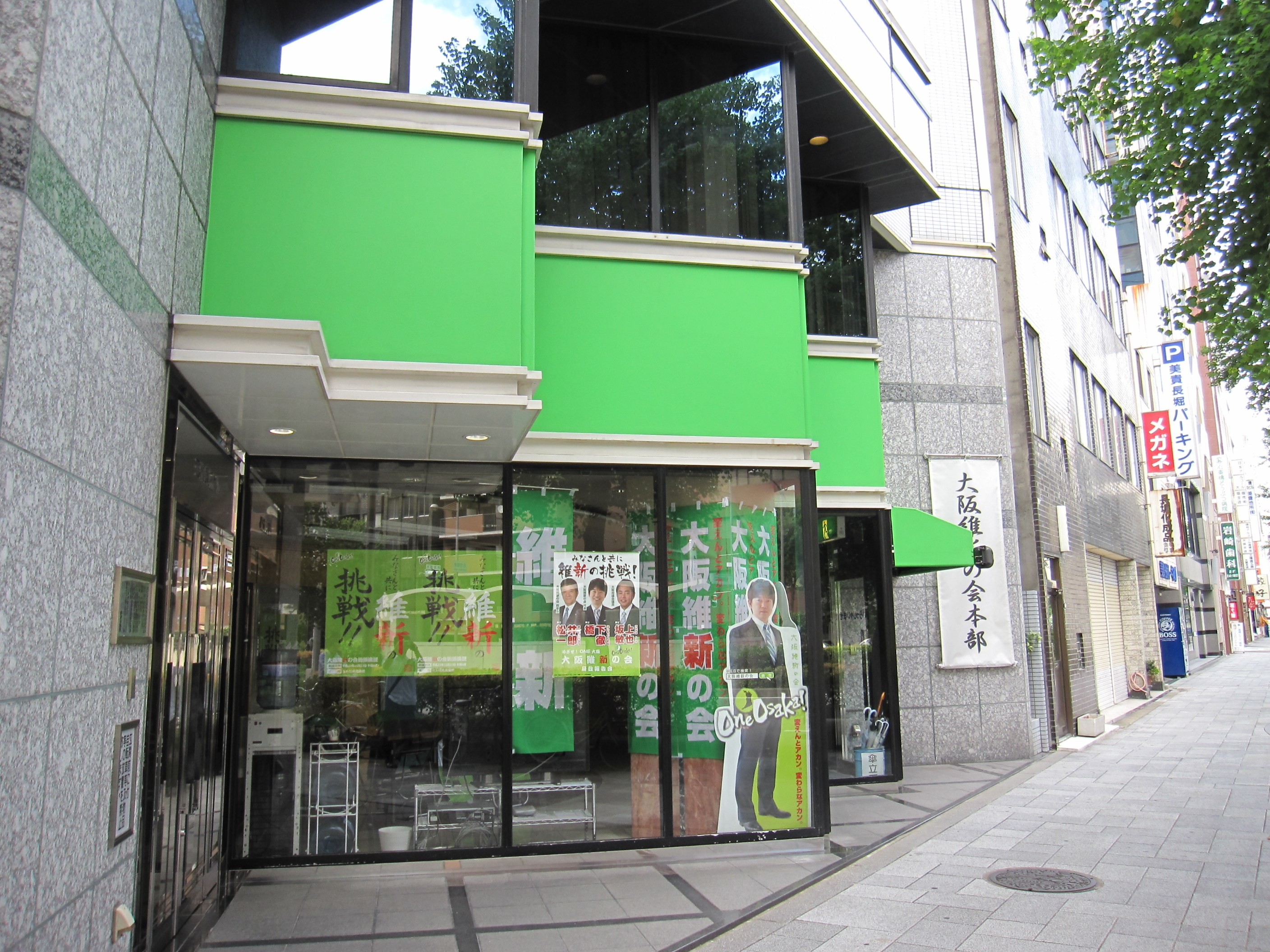
Штаб-квартира партии

## История
Тоору Хасимото, юрист и популярный телеведущий, был избран губернатором Осаки в январе 2008 года при поддержке местных отделений Либерально-демократической партии и Комэйто. Однако его поддержка плана метрополии Осаки и реструктуризации 47 префектур Японии в несколько географически крупных регионов привели к тому, что он столкнулся с противодействием со стороны мэров городов Осака и Сакаи. Столкнувшись с этой оппозицией и разочарованный недостаточным вниманием к проблемам со стороны основных партий на национальном уровне, Хасимото объявил о своём намерении сформировать региональную партию, которая сосредоточится на улучшении Осаки.
В феврале 2009 года план Хасимото относительно покупки префектурой здания Всемирного торгового центра Осаки у города и переезда в него правительственных офисов был отклонён собранием. После этого фракция из 6 членов собрания во главе с Итиро Мацуи, которого поддерживал Хасимото, сформировала Ассоциацию реставрации Либерально-демократической партии (яп. 自由民主党・維新の会). К апрелю 2010 года группа отделилась от Либерально-демократической партии и расширилась до 22 членов. 19 апреля 2010 года она был официально зарегистрирован как Осакская ассоциация реставрации с 30 членами.
На объединённых местных выборах в апреле 2011 года Осакская ассоциация реставрации получила абсолютное большинство в собрании префектуры и стала самой сильной партией в собраниях городов Осака и Сакаи. 27 ноября 2011 года на двойных выборах Хасимото и генеральный секретарь партии Итиро Мацуи были избраны мэром города Осака и губернатором префектуры Осака соответственно.
Когда в 2012 году была основана Партия японского возрождения, также возглавляемая Хасимото и Мацуи, было объявлено, что организация Осаки перейдёт под эгиду национальной партии. 
На выборах мэра города Сакаи, состоявшихся в сентябре 2013 года, действующий президент Осами Такеяма баллотировался как независимый (при поддержке Либерально-демократической партии и с одобрением Комэйто) и победил кандидата от Осакской ассоциации реставрации Кацутоши Нисибаяси. Такеяма впервые занял свой пост в 2009 году при поддержке Хасимото (ещё до создания партии), но потерял поддержку партии, когда изменил свою позицию в отношении плана объединения метрополиса. Хотя в целом Такеяма был сторонником реформ в префектуре, он выступал против распада города Сакаи и выступил с лозунгом кампании Sakai is One (яп. 堺はひとつ Сакаи ва хитотсу) . Это был первый случай в истории партии, когда кандидат проиграл выборы мэра. Такеяма получил 50,69 % голосов, что почти на 7 % больше, чем в 2009 году.
В 2015 году, когда Хашимото стал мэром города Осака, а Мацуи — губернатором Осаки, партия продвигала план слияния, в случае успеха которого отношения между 24 муниципалитетами Осаки и префектурой будут изменены. Этот план был отклонён на референдуме в мае 2015 года. После этого Хасимото объявил, что не будет участвовать в выборах мэра в конце года. 
Партия успешно участвовала в «двойных выборах»: выборах мэра города Осака и выборах губернатора префектуры, состоявшихся 22 ноября 2015 года. На выборах мэра Хирофуми Ёсимура, бывший член Палаты представителей Японии, был выбран в качестве кандидата от партии, чтобы заменить Хасимото. Йошимура выступил на мероприятии по восстановлению плана слияния мегаполисов и получил 56,4 % голосов избирателей. На выборах губернатора Мацуи также выступал за слияние и был переизбран с 64 % голосов избирателей. Двойная победа считалась стимулом к основной политике партии по возрождению плана слияния мегаполисов.

## Президенты
| № | Портрет | Имя            | Полномочия      | Полномочия      | Национальная принадлежность |
| № | Портрет | Имя            | Начало          | Окончание       | Национальная принадлежность |
| - | ------- | -------------- | --------------- | --------------- | --- |
| 1 |         | Тоору Хасимото | 19 апреля 2010  | 27 августа 2015 | Партия японского возрождения (12 сентября 2012 — 22 сентября 2014) Японская партия инноваций (22 сентября 2014 — 27 августа 2015) |
| 2 |         | Итиро Мацуи    | 27 августа 2015 | действующий     | Японская партия инноваций (27 августа 2015 — 2 ноября 2015) Партия инноваций Японии (с 2 ноября 2015)                             |